# Ectatosticta rulai
Espèce
Ectatosticta rulai est une espèce d'araignées aranéomorphes de la famille des Hypochilidae.

## Distribution
Cette espèce est endémique du Sichuan en Chine,. Elle se rencontre dans le xian de Jiuzhaigou.

## Description
Le mâle holotype mesure 9,19 mm et la femelle paratype 14,07 mm.

## Systématique et taxinomie
Ectatosticta pingwuensis et Ectatosticta songpanensis ont été placées en synonymie par Li, Yan, Lin, Li et Che en 2021, elles sont relevées de synonymie par Wang, Zhao, Irfan et Zhang en 2021.

## Étymologie
Cette espèce est nommée en l'honneur de Rulai, personnage de La Pérégrination vers l'Ouest.

## Publication originale
- Lin & Li, 2021 : « Four new species of the genus Ectatosticta (Araneae, Hypochilidae) from China. » Acta Arachnologica Sinica, vol. 30, no 1, p. 1-8.